# Бакпи
Бакпи (фр. Bacquepuis) насеље је и општина у северној Француској у региону Горња Нормандија, у департману Ер која припада префектури Евре.
По подацима из 2011. године у општини је живело 320 становника, а густина насељености је износила 62,87 становника/km². Општина се простире на површини од 5,09 km². Налази се на средњој надморској висини од 168 метара (максималној 149 m, а минималној 129 m).

## Демографија
| 1962. | 1968. | 1975. | 1982. | 1990. | 1999. | 2011. |
| ----- | ----- | ----- | ----- | ----- | ----- | ----- |
| 191   | 191   | 180   | 252   | 291   | 295   | 320   |

График промене броја становника у току последњих година